# ウィーンの朝・昼・晩
『ウィーンの朝・昼・晩』（ウィーンのあさ・ひる・ばん、Ein Morgen, ein Mittag, ein Abend in Wien）は、2幕からなる喜劇で、1844年に初演された。劇そのものは忘れられたが、フランツ・フォン・スッペが書いた序曲は現在も演奏される。

## 概要
『ウィーンの朝・昼・晩』は1844年2月26日にウィーンのヨーゼフシュタット劇場で初演された。
台本はフランツ・クサーヴァー・トルト (Franz Xaver Told) による。
公演は失敗に終わり、3日で打ち切られた。この作品のためにスッペが作曲した序曲のみは現在も演奏会のレパートリーに残っている。
スッペがヨーゼフシュタット劇場に職を得てから4年めの作品であり、この曲はスッペによる本格的な序曲のうち最初に書かれたものである。
なお、スッペはこの序曲をわずかに改訂したものを同年9月28日に初演された喜劇『食料品屋とその店員』(Der Krämer und sein Kommis)に流用しているが、コンサートで演奏される序曲はこちらではなく原曲の方である。
アメリカのヘンリー・フィルモア (Henry Fillmore) による吹奏楽用の編曲もよく演奏される。

## 序曲

### 楽器編成
フルート2（2番はピッコロ持ちかえ）、オーボエ2、クラリネット2、ファゴット2、ホルン4、トランペット2、トロンボーン3、ティンパニ、スネアドラム、バスドラム、弦5部。

### 曲の構成
1. アンダンテ・マエストーソ、4⁄4拍子。ヘ長調の全奏で荘重にはじまる。全12小節。
2. アンダンテ・アモローソ、6⁄8拍子。ヘ短調で、弦楽器のピッツィカート伴奏にのって独奏チェロが哀愁に満ちた旋律を演奏する。
3. アンダンテ・マエストーソ、4⁄4拍子。ニ短調で、ふたたび冒頭の全奏が戻ってくる。全6小節。
4. アレグロ・アパッショナート、2⁄4拍子。
  1. 弦楽器によるニ短調の速いパッセージにはじまるが、途中から変ロ長調に転じ、第2ヴァイオリンの三連符の伴奏で第1ヴァイオリンが符点つきリズムの旋律を演奏する。ffの全奏で盛りあがる。
  2. 変ホ長調で楽しげな旋律が出現し、ふたたび盛りあがる。
  3. フェルマータの後にヘ長調に戻り、トランペットが行進曲調の旋律を演奏する。
  4. 最初のニ短調の主題が再現する。
  5. 次の変ホ長調の主題がヘ長調で再現する。
5. ピウ・モッソ、高速なコーダ部分にはいり、華やかに終わる。

演奏時間は約9分。

## 使用
1933年のベティ・ブープのアニメーション映画『朝・昼・晩』 (Morning, Noon and Night (film)) は、『ウィーンの朝・昼・晩』を音楽に使用している。
1959年のワーナー・ブラザースの「ルーニー・テューンズ」シリーズのアニメーション作品『ハエと奏でるクラシック』 (Baton Bunny) ではバッグス・バニーが『ウィーンの朝・昼・晩』を指揮する。